# Stedelijke Academie voor Schone Kunsten (Sint-Niklaas)

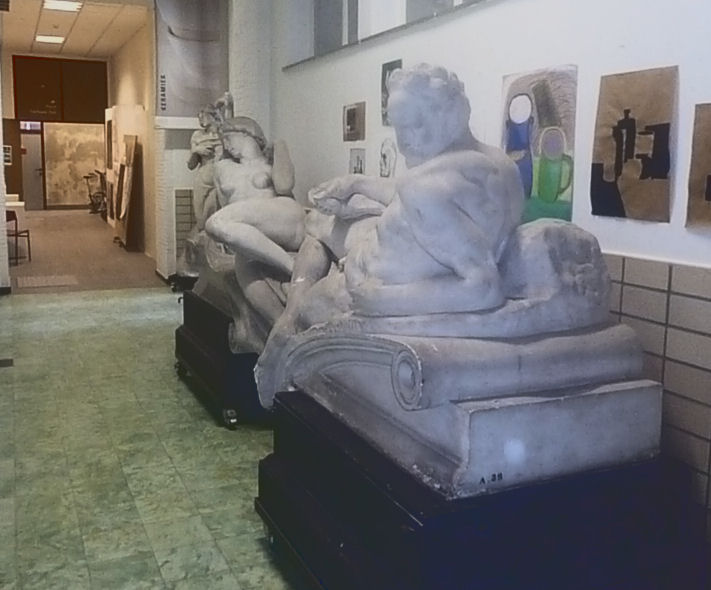
Plaasteren afgietsels van klassieke beelden in de academie

De Stedelijke Academie voor Schone Kunsten (SASK) organiseert het stedelijk artistiek en beeldend onderwijs in Sint-Niklaas, sinds 2017 onder leiding van Niko Van Stichel.
De academie vormt al meer dan 200 jaar kunstenaars, in alle disciplines. 
Op 5 mei 1813 besliste de gemeenteraad een Académie de dessin, d’ architecture, de peinture et de sculpture op te richten. Kunstenaars Pieter-Benedict De Maere en Pieter De Bruyne namen het initiatief tijdens het Frans bewind (1794-1815).
Anno 2023 zijn er filialen te Beveren, Kruibeke, Sint-Gillis-Waas en Stekene.

## Directeurs
Lijst van directeurs, sinds de oprichting in 1818.
| Start | Einde | Directeurs               |
| ----- | ----- | ------------------------ |
| 1818  | 1825  | Pieter Benedikt de Maere |
| 1825  | 1846  | Jan Jozef De Loose       |
| 1846  | 1851  | Jan De Loose             |
| 1851  | 1886  | August De Wilde          |
| 1886  | 1893  | Edmond Serrure           |
| 1893  | 1899  | Joseph Geerts            |
| 1899  | 1932  | Jozef Horenbant          |
| 1932  | 1943  | August D'Hooghe          |
| 1943  | 1944  | Sander Wijnants          |
| 1944  | 1962  | Hilaire De Boom          |
| 1962  | 1991  | Karel Mechiels           |
| 1991  | 2006  | Johan De Vos             |
| 2006  | 2014  | Ron Vande Vyver          |
| 2015  | heden | Niko Van Stichel         |

## Bekende leerlingen
- Raf Coorevits
- Jef De Pauw
- Valeer Peirsman
- Alfons Proost
- André Roelant
- Victor Suy
- Alfons Van Meirvenne
- Henri Van Severen
- August Waterschoot, stadsarchitect
- Raphaël Waterschoot
- Frans Wuytack

## Bekende leerkrachten
- Jozef Horenbant
- Hendrik Heyman[4]

### Grafiek
- Romain Malfliet

### Schilderkunst
- Walter Brems

### Beeldhouwkunst
- Werner Heyndrickx
- Robert Van de Velde
- Jan Frans Van Havermaet

## Website
- https://beeld.academiesintniklaas.be/